# Старац
Старац је насеље у Србији у општини Бујановац у Пчињском округу. Према попису из 2022. било је 106 становника.
Село Старац се налази на Старачкој планини, у непосредној близини манастира Прохора Пчињског.

## Историја
Насеље је веома старо, јер се помиње у попису војника крајем XV века.
Године 1570. Село Старац је имало 140 породица и било је највеће девренско насеље у врањском кадилуку. Село се данас дели на Доњи и Горњи Старац. Доњи Старац се налази поред слива Јужне Мораве. За њега су раније објављени топонимијски подаци.
У Горњем Старцу се налазе следеће махале: Село, Делиновица, Крагујевци, Лискарци, Чивчије и Дошљаци. Најстарија махала је Село. У њој је раније живео и род Крагујевци, али се иселио и основао посебну махалу.
Године 1906. у месту ради основна школа. Када је прослављан школски празник Савиндан, учествовали су поп Аритон Поповић и учитељ Ђорђе Поповић. Кум школске славе био је те године мештанин Стојмен Митровић.
Турске власти су тражећи оружје код поданика Срба маја 1910. године терорисали народ и у српском селу Старцу. Турски војници су свирепо истукли свештенике Јована, Василија и Аритона Поповића, кмета села Манојла и четворо сељака: Саву Алексића, Петка Дејановића "Шестака", Алексу Поповића и Апостола Бојковића. Поп Аритона и газда Петка су затим отерали у затвор у Прешево.

## Демографија
У насељу Старац живи 224 пунолетна становника, а просечна старост становништва износи 44.6 година (43.2 код мушкараца и 46.6 код жена). У насељу има 78 домаћинстава, а просечан број чланова по домаћинству је 3.15.
Ово насеље је у потпуности насељено Србима (према попису из 2002. године).
|  |

| Демографија | Демографија | Демографија |
| Година      | Становника  | Становника  |
| ----------- | ----------- | ----------- |
| 1948.       | 622         |             |
| 1953.       | 613         |             |
| 1961.       | 610         |             |
| 1971.       | 509         |             |
| 1981.       | 315         |             |
| 1991.       | 225         | 222         |
| 2002.       | 260         | 263         |
| 2022.       | 106         |             |

| Етнички састав према попису из 2002.‍ | Етнички састав према попису из 2002.‍ | Етнички састав према попису из 2002.‍ | Етнички састав према попису из 2002.‍ | Етнички састав према попису из 2002.‍ |
| ------------------------------------ | ------------------------------------ | ------------------------------------ | ------------------------------------ | ------------------------------------ |
|                                      |                                      |                                      |                                      |                                      |
| Срби                                 | Срби                                 |                                      | 260                                  | 100,0%                               |

| Година пописа     | 1948. | 1953. | 1961. | 1971. | 1981. | 1991. | 2002. |
| ----------------- | ----- | ----- | ----- | ----- | ----- | ----- | ----- |
| Број домаћинстава | 87    | 89    | 89    | 95    | 76    | 73    | 78    |

| Број чланова      | 1  | 2  | 3  | 4  | 5 | 6 | 7 | 8 | 9 | 10 и више | Просек |
| ----------------- | -- | -- | -- | -- | - | - | - | - | - | --------- | ------ |
| Број домаћинстава | 14 | 22 | 12 | 15 | 7 | 5 | 2 | 0 | 0 | 1         | 3,15   |

| Пол    | Укупно | Неожењен/Неудата | Ожењен/Удата | Удовац/Удовица | Разведен/Разведена | Непознато |
| ------ | ------ | ---------------- | ------------ | -------------- | ------------------ | --------- |
| Мушки  | 133    | 46               | 74           | 10             | 3                  | 0         |
| Женски | 97     | 10               | 72           | 15             | 0                  | 0         |
| УКУПНО | 230    | 56               | 146          | 25             | 3                  | 0         |

| Пол    | Укупно                    | Пољопривреда, лов и шумарство | Рибарство                            | Вађење руде и камена | Прерађивачка индустрија       |
| ------ | ------------------------- | ----------------------------- | ------------------------------------ | -------------------- | ----------------------------- |
| Мушки  | 46                        | 12                            | 0                                    | 0                    | 4                             |
| Женски | 17                        | 10                            | 0                                    | 0                    | 3                             |
| УКУПНО | 63                        | 22                            | 0                                    | 0                    | 7                             |
| Пол    | Производња и снабдевање   | Грађевинарство                | Трговина                             | Хотели и ресторани   | Саобраћај, складиштење и везе |
| Мушки  | 0                         | 1                             | 0                                    | 1                    | 0                             |
| Женски | 0                         | 1                             | 0                                    | 0                    | 0                             |
| УКУПНО | 0                         | 2                             | 0                                    | 1                    | 0                             |
| Пол    | Финансијско посредовање   | Некретнине                    | Државна управа и одбрана             | Образовање           | Здравствени и социјални рад   |
| Мушки  | 0                         | 0                             | 1                                    | 1                    | 1                             |
| Женски | 0                         | 0                             | 0                                    | 0                    | 2                             |
| УКУПНО | 0                         | 0                             | 1                                    | 1                    | 3                             |
| Пол    | Остале услужне активности | Приватна домаћинства          | Екстериторијалне организације и тела | Непознато            | Непознато                     |
| Мушки  | 7                         | 0                             | 0                                    | 18                   | 18                            |
| Женски | 0                         | 0                             | 0                                    | 1                    | 1                             |
| УКУПНО | 7                         | 0                             | 0                                    | 19                   | 19                            |

## Познате личности
- Риста Стевановић Старачки, четнички војвода у Старој Србији